# Sun Wenyan
Sun Wenyan (孙文雁S, Sūn WényànP; Changsha, 27 dicembre 1989) è una sincronetta cinese, vincitrice di una medaglia d'argento alle Olimpiadi di Londra 2012, altri due argenti a Rio de Janeiro 2016, e altri due argenti a Tokyo 2020.

## Carriera
Sun Wenyan ha fatto il suo debutto internazionale durante i mondiali di nuoto di Melbourne 2007, ottenendo il settimo posto nel programma tecnico del singolo.
Nella successiva edizione dei campionati mondiali di Roma 2009 ha vinto la sua prima medaglia, conquistando l'argento nel libero combinato. 
L'atleta cinese ha preso parte ai Giochi olimpici di Londra 2012 vincendo l'argento nella gara a squadre. 
Quattro anni più tardi guadagna un altro secondo posto disputando la gara di duo alle Olimpiadi di Rio de Janeiro 2016, insieme a Huang Xuechen, e vince anche la sua terza medaglia d'argento olimpica partecipando alla gara a squadre.

## Palmarès
- Giochi olimpici

Londra 2012: argento nella gara a squadre.
Rio de Janeiro 2016: argento nel duo e nella gara a squadre.
Tokyo 2020: argento nel duo e nella gara a squadre.
- Mondiali

Roma 2009: argento nel libero combinato.
Shanghai 2011: argento nella gara a squadre (programma libero e tecnico) e nel libero combinato, bronzo nel singolo (programma libero).
Kazan' 2015: argento nel duo (programma tecnico e libero), nella gara a squadre (programma tecnico e libero) e nel libero combinato; bronzo nel singolo (programma tecnico).
Gwangju 2019: argento nel duo (programma tecnico e libero), nella gara a squadre (programma tecnico e libero) e nel libero combinato.
- Giochi asiatici

Canton 2010: oro nella gara a squadre e nel libero combinato.
Incheon 2014: oro nel duo, nella gara a squadre e nel libero combinato.